# つないで手
「つないで手」は一青窈の9枚目のシングル。2007年9月19日リリース。

## 解説
シングル発売は前作の「指切り」から約1年10ヶ月振りである。
「つないで手」の作曲者川江美奈子とは初共作となるが、以前から交流があり、2005年8月に行われたライブ「一青窈★夢街バンスキング～はいらんせ～」など、何回かバックボーカルとして川江と共演している。なお、川江は「つないで手」の作曲の後に大病のため入院しており、後に川江は一青に同曲を「遺書代わりに書いた」と語ったという。
「つないで手」の発売と同日に一青窈の公式サイトが「つないで手」をイメージしたものにリニューアルされ、自身のブログの新設や公式ファンクラブ「一青堂」の新規堂員募集も合わせて開始された。「つないで手」の発売日に合わせてHMV新宿SOUTHにて インストアライブが翌日に開始された。なお、「つないで手」の発売日の翌日の9月20日は一青窈自身の誕生日でもあり、ライブでは武部聡志から花束などを贈られる一幕もあった。また、「つないで手」発売の際に特定店舗での購入特典として全国6会場で行われたアコースティックライブ「一青窈 acoustic live “聴いてて”」の招待が抽選で行われた。なお、同ライブのうち、2007年10月13日に横浜BankART1929での模様は次作の「「ただいま」」の購入特典となったDVDに一部収録されている。
「ドミノ」は作曲者のマシコタツロウがかなり気に入っているようであり、「表題曲でもよっかたのではないか」という旨の発言をしている。また2008年2月24日放送の『Music Lovers』にてテレビ初となる一青窈自身のハーモニカでの演奏が披露された。
「ささやき並木」は初めて一青窈が亡き実母への想いを主題とした楽曲である。

## 収録曲
（全作詞：一青窈）
1. つないで手
  - 作曲：川江美奈子／編曲：武部聡志
2. ドミノ
  - 作曲：マシコタツロウ／編曲：鈴木正人
3. ささやき並木
  - 作曲：川江美奈子／編曲：武部聡志

## タイアップ
つないで手
- 全薬工業「新リコリス『ゼンヤク』」2007年度CMソング
- ビターズ・エンド配給映画『きみの友だち』主題歌

ドミノ
- 全薬工業「新ジキニン顆粒」2007年度CMソング